# Sphoeroides marmoratus
Sphoeroides marmoratus е вид лъчеперка от семейство Tetraodontidae. Видът не е застрашен от изчезване.

## Разпространение
Разпространен е в Ангола, Бенин, Габон, Гамбия, Гана, Гвинея, Гвинея-Бисау, Демократична република Конго, Екваториална Гвинея, Западна Сахара, Испания (Канарски острови), Италия, Кабо Верде, Камерун, Либерия, Мавритания, Мароко, Нигерия, Португалия (Азорски острови и Мадейра), Сао Томе и Принсипи, Сенегал, Сиера Леоне и Того.